# Jaripeo (deporte)

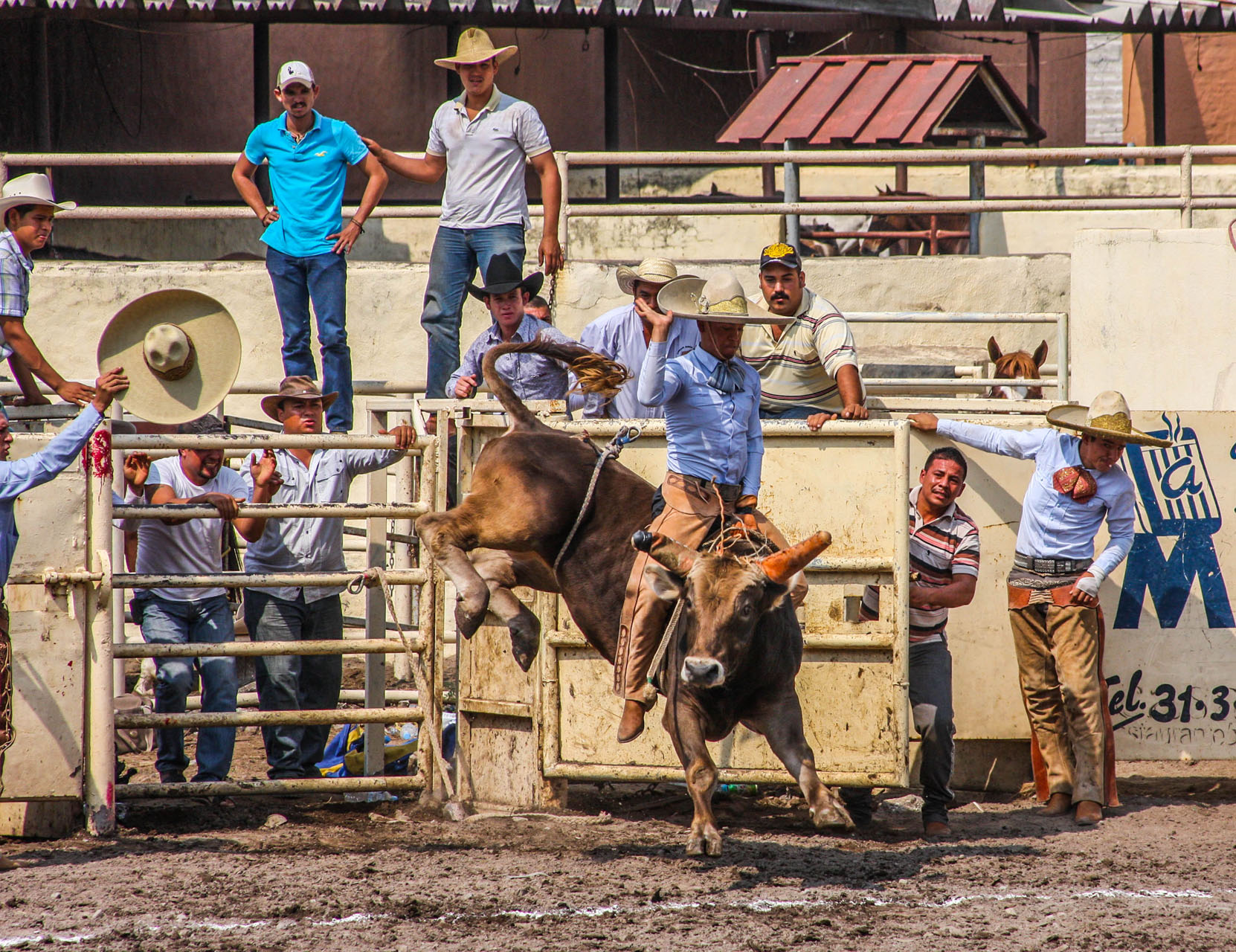
Jaripeo en Colima, México.

La palabra jaripeo se utiliza para referirse a una forma de rodeo, particularmente a la monta  de toros en algunos países de Latinoamérica. 
En México, principalmente en el centro y sur del país, el jaripeo se refiere al evento en donde jinetes intentan montar toros de reparo hasta que se cansen y dejen de reparar o hasta que los toros los tumben. El jineteo de toros estilo rodeo americano, en donde jinetes intentan montar toros de reparo por solamente ocho segundos antes de desmontar,  también se practica en México, pero predomina en el norte del país.
En Guatemala y El Salvador, se practica el jineteo de toros estilo americano, pero en dichos países se le llama jaripeo.
En Honduras y Chile también existe el jaripeo de intentar montar toros hasta que dejen de reparar.
En Nicaragua, Costa Rica y Panamá también hay eventos en donde jinetes intentan montar toros hasta que dejen de reparar, pero en dichos países se conocen como corrida de toros.
Históricamente, jaripeo era el nombre original para el conjunto de destrezas y habilidades ecuestres y vaqueras del charro mexicano conocidas hoy en día como charreada o charrería.
Se desarrolló en el siglo XVI y originalmente consistía en montar toros de lidia hasta la muerte, pero luego evolucionó a una competencia en la que los concursantes intentan montar toros de reparo hasta que los animales se cansan y dejan de reparar. Los jaripeos tradicionalmente se llevan a cabo en lienzos charros (otra palabra con la que se pueden conocer es toriles) o plazas de toros, pero también pueden tener lugar en arenas modernas.

## Historia
La palabra jaripeo deriva del idioma purépecha en el estado mexicano de Michoacán y proviene de Xarhipeo, el nombre de un pueblo en dicho estado. Data del siglo XVI en México, el jaripeo era originalmente una forma de tauromaquia en la que el jinete montaba el toro hasta la muerte. El jaripeo luego evolucionó para ser visto como una prueba de valentía en lugar de simplemente montar el toro hasta la muerte. El objetivo moderno de este evento es intentar montar el toro hasta que se vuelva manso y deje de reparar. En la actualidad, la mayoría de las ocasiones en que se organizan estos eventos son durante las fiestas patronales; festividades que celebran la entidad religiosa que representa al pueblo. Los encargados de organizar los jaripeos suelen ser el gobierno local y los ganaderos de la región.
También se llevan a cabo jaripeos mexicanos en los Estados Unidos en regiones donde radican altas poblaciones mexicanas originarias de los estados de México donde se practica el evento.

## Tradiciones

### Oración

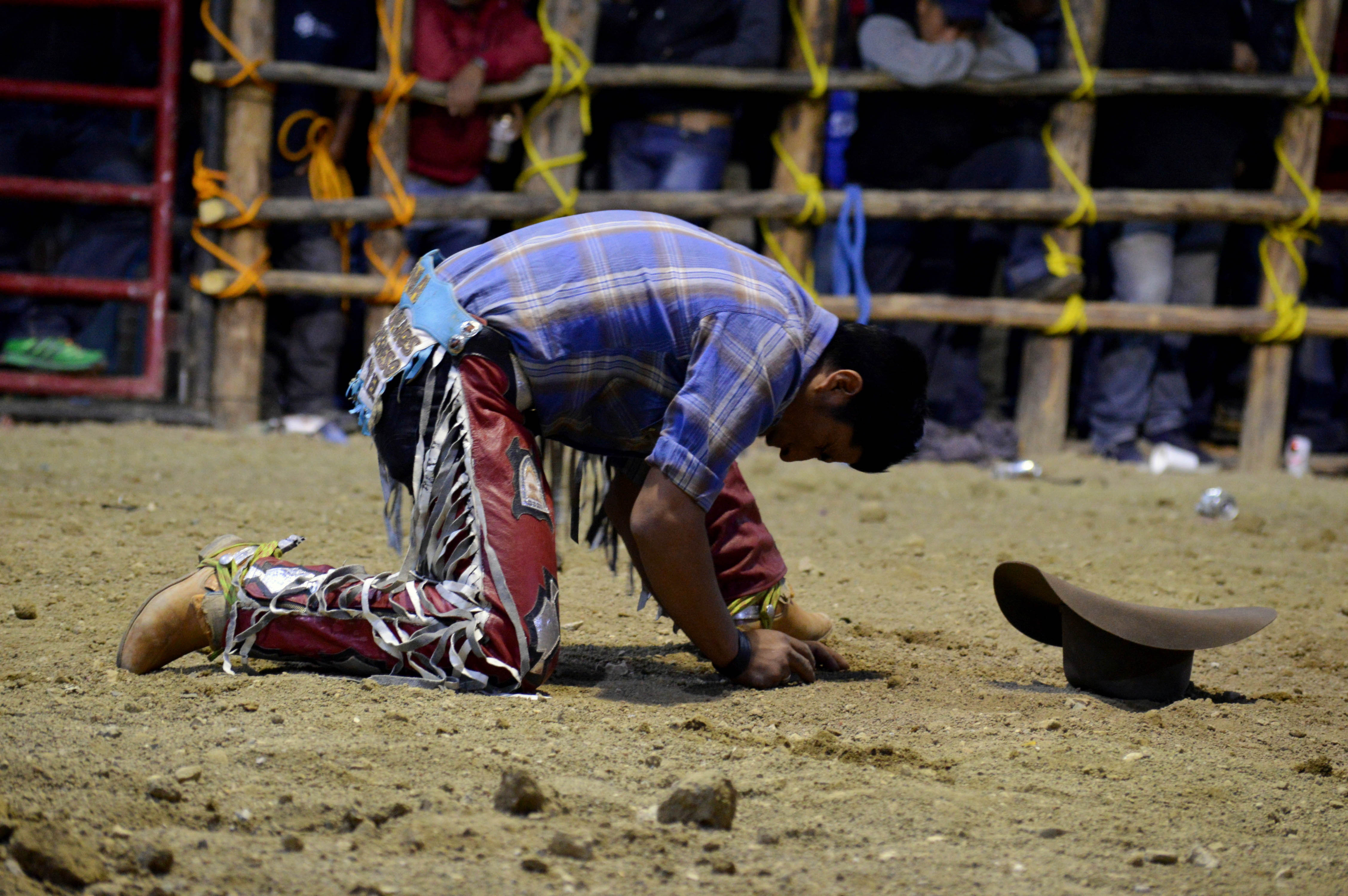
Jinete mexicano haciendo una oración antes de comenzar su monta.

Al comienzo de un jaripeo, a menudo todos los participantes y animadores se reúnen mientras el locutor del evento recita una oración llamada La Oración del Jinete. Este momento es la única vez en que la religión puede incorporarse en el evento. Esta oración se dice para clarificar la línea entre la vida y la muerte y sirve como un recordatorio de lo peligroso que puede ser este evento para los jinetes.

### Música regional mexicana
La música que tradicionalmente se toca en los jaripeos es música regional mexicana. Dependiendo de la región, normalmente es una banda de viento estilo sinaloense, banda calentana, tecnobanda o un grupo norteño de acordeón o sax tocando en vivo. En ciertas regiones también se toca música pregrabada por un DJ. Las agrupaciones musicales tocan canciones populares durante todo el evento y tocan sones o huapangos durante las montas de toros acompañando las narraciones del locutor del evento. En muchas ocasiones, normalmente se lleva a cabo un concierto-baile por artistas del regional mexicano después de la conclusión de las montas.

### Las reinas
Las reinas del jaripeo o las reinas son el lado femenino de un evento de jaripeo. Tradicionalmente, las reinas eran típicamente un grupo de tres a cuatro jóvenes que recién habían cumplido 15 años. Ser una reina implicaba reconocimiento social y servía como una forma de presentar a estas jóvenes en la sociedad, casi como se hace en una fiesta de quinceañera. Las reinas entran a caballo con largos y coloridos vestidos tradicionales mexicanos, saludando al público mientras son seguidas por una docena de hombres a caballo. Hacen un círculo alrededor de la arena antes de detenerse finalmente en el centro, donde luego se presentan los jinetes.

### Jinetes
Jinetes son el evento principal en los jaripeos. Llevan chaparreras de cuero y atuendos brillantes. Los jinetes son personas, generalmente hombres, que realizan montas de toros o caballos. En algunas ocasiones, los jinetes compiten entre sí. El formato utilizado para calificar a cada uno y elegir un ganador consiste en ver cuánto tiempo dura el jinete sobre el animal.

## Variaciones del jaripeo por país

### En El Salvador
El jaripeo en El Salvador es una tradición popular profundamente enraizada en las festividades y celebraciones locales, especialmente en las fiestas patronales de diversas localidades. En El Salvador, el jaripeo tiene una modalidad similar al rodeo estilo americano, donde los jinetes deben montar al toro por un tiempo mínimo de ocho segundos. Estos eventos se llevan a cabo en plazas de toros y ferias ganaderas, y atraen a montadores tanto nacionales como internacionales, así como a un público numeroso y variado.

#### Eventos destacados
Uno de los jaripeos más representativos del país se celebra durante el Carnaval de San Miguel, donde las montas tienen lugar en la Plaza de Toros de la ciudad. Este evento atrae a montadores provenientes de países como México, Brasil, Nicaragua, Guatemala y Honduras, además de los montadores locales. Las festividades también incluyen la exposición de caballos de raza iberoamericana y populares "toreadas", donde el público tiene la oportunidad de interactuar directamente con los toros en la arena. Este evento forma parte de la rica tradición cultural de San Miguel y sigue siendo un atractivo turístico de gran importancia.
En el occidente de El Salvador, el jaripeo tiene una gran relevancia dentro de las festividades en Juayúa, donde se celebra en honor al Cristo Negro. Este evento tradicional combina el jaripeo con la gastronomía local, famosa por sus pupusas y platillos típicos, además de aprovechar el clima fresco de la región. El evento atrae tanto a locales como a turistas, consolidándose como una de las celebraciones más esperadas del año.
La Feria Ganadera de Santa Ana es otro de los grandes eventos de jaripeo en el país. En esta feria, además de los tradicionales rodeos, se realizan actividades como el juzgamiento de ganado y presentaciones musicales. Los géneros musicales que acompañan el jaripeo incluyen música norteña, huapango, cumbias, entre otros, y contribuyen a la atmósfera festiva del evento. Esta feria busca promover el sector ganadero y ofrecer entretenimiento a la población, fortaleciendo el vínculo entre la ganadería y la cultura popular salvadoreña.

#### Impacto y controversias
El jaripeo ha evolucionado de ser una mera práctica ganadera a convertirse en una tradición cultural de gran arraigo, especialmente en las zonas rurales de El Salvador. Esta actividad atrae a cientos de personas por evento, generando grandes ingresos a nivel local y nacional. Sin embargo, también ha sido objeto de críticas por parte de defensores de los derechos de los animales. Estos grupos argumentan que el trato a los animales durante los rodeos puede ser inhumano y peligroso para los toros.
A pesar de estas controversias, muchas municipalidades aseguran que los eventos se desarrollan bajo normativas que buscan garantizar la seguridad de los animales y de los participantes. En algunos lugares, se han implementado medidas como el uso de seguros para los montadores y condiciones más estrictas para los toros involucrados, tratando de equilibrar el interés cultural con el bienestar animal.
En el ámbito cultural, el jaripeo sigue siendo una de las tradiciones más esperadas durante las festividades patronales y un símbolo del patrimonio viviente salvadoreño. Con el paso del tiempo, el jaripeo ha conseguido una importante representación en el imaginario colectivo del país, siendo una expresión de la identidad nacional en diferentes regiones.

#### Música y danza asociada al jaripeo
El jaripeo en El Salvador está estrechamente vinculado con diversos géneros musicales, como la música norteña, música ranchera, el huapango, norteño sax y cumbia, los cuales acompañan las presentaciones de los montadores. Estos géneros musicales no solo amenizan el evento, sino que también sirven para mantener la energía del público durante las competiciones. En muchas ocasiones, las orquestas locales o bandas de música norteña tocan en vivo durante los rodeos, agregando un ambiente festivo y celebratorio al evento.
Además, en varias regiones del país, el jaripeo se complementa con danzas folclóricas tradicionales, como el baile de los moros o las danzas de tipismo salvadoreño. Estas danzas se realizan entre montas o durante las interacciones del público con los toros, agregando un componente cultural adicional al evento.

#### Promoción del turismo y la cultura local
Además de su valor como tradición cultural, el jaripeo en El Salvador ha tenido un impacto positivo en la promoción del turismo. Los eventos de jaripeo atraen a turistas nacionales e internacionales, quienes visitan las distintas localidades durante las festividades para disfrutar de esta tradición, así como de la gastronomía local y otras actividades turísticas. Por ejemplo, en San Miguel y Juayúa, el jaripeo es una de las principales atracciones durante las festividades, lo que ha contribuido al fortalecimiento del turismo local.
En cuanto a la cultura local, el jaripeo ha servido como plataforma para promover el arte y las costumbres de las zonas rurales del país. Las artesanías locales, como sombreros, botas y ropa típica, se venden a los turistas durante los eventos, y los productos agrícolas y ganaderos se exhiben, lo que fortalece la economía regional. También se han creado exposiciones sobre la historia del jaripeo, educando a las nuevas generaciones sobre el legado cultural de este deporte.

### En México

#### Estilo charro
El estilo charro es el más antiguo de los estilos de jaripeo moderno. Es normalmente una suerte de la charrería, el deporte nacional de México, donde se conoce como jineteo de toro, pero también se puede llevar a cabo independientemente.

#### Estilo lazo
El estilo lazo es el variante más practicado del Jaripeo moderno. Se practica tradicionalmente en el oeste, centro, este y suroeste de México.

#### Estilo grapa
El estilo grapa o estilo Colima proviene del estado de Colima y se practica en las mismas regiones del estilo lazo.

#### Estilo San Luis
El estilo San Luis o estilo potosino proviene de San Luis Potosí. Es tradicionalmente practicado en dicho estado y también en ciertas regiones de estados vecinos.

#### Estilo americano
El jineteo de toros estilo americano, donde el jinete intente montar al toro por solamente ocho segundos, fue influenciado por el estilo charro de la charrería mexicana. Normalmente se practica en el norte y centro de México; siendo parte de un rodeo americano completo con las otras suertes del deporte o como evento individual. Esta es la variación de jineteo de toros más conocida del mundo.